# McDonald's в Україні
Україна була 102-ю державою, де почала працювати мережа закладів харчування McDonald's, коли 24 травня 1997 року в Києві було відкрито перший ресторан. Станом на 8 жовтня 2021 року, у 24 містах і чотирьох селах України діяли 106 закладів харчування. Дев'ять українських ресторанів МакДональдз увійшли до списку 100 найвідвідуваніших закладів мережі в усьому світі: зокрема, ресторан, що розташований у Києві біля Центрального залізничного вокзалу, посідає в цьому рейтингу друге місце.

## Діяльність
Україна стала шостою пострадянською державою, де почала роботу мережа McDonald's. 24 травня 1997 року біля станції метро   «Лук'янівська» в Києві було відкрито перший ресторан «McDonald's» в країні. Того ж року ресторани мережі відкрилися у Дніпрі та Харкові. 25 жовтня 1998 року відбулося відкриття ресторану у селищі Котовського в Одесі. Наразі двома найвідвідуванішими ресторанами в країні є заклади поруч з київським та одеським залізничними вокзалами. До п'ятірки також входять і ще два ресторани у Києві та один в Одесі.
Вся діяльність ресторанів «McDonald's» здійснюється від імені компанії «МакДональдз Юкрейн Лтд», яка є 100 % власністю McDonald's Corporation. МакДональдз Юкрейн Лтд з часткою 15 % ринку є лідером у своєму сегменті. За перші 14 років роботи української мережі, в її інвестування було витрачено $100 млн, зокрема $5 млн — на соціальні потреби. До кінця 2010 року дизайн і внутрішня обстановка всіх закладів мережі приведена до єдиного зразка. Крім того, у 2011 році компанією було розпочато проєкт розвитку в Україні мережі кав'ярень «McCafé». Станом на початок 2017 року, ці кав'ярні були відкриті у 16 закладах в Україні. У березні 2019 року генеральний директор компанії Гжегож Хмелярский пішов у відставку після п'яти років роботи на цій посаді.
У вересні 2021 року компанія заявила, що закриває «McCafé» в Україні через наявність преміальної кави в основному меню всіх ресторанів мережі «McDonald's». У цьому ж місяці компанією були озвучені плани щодо відкриття перших закладів у трьох обласних центрах: Кропивницькому, Чернівцях і Ужгороді, а також повернення до Маріуполя. До того ж, за новою концепцією розвитку нові ресторани мережі стануть відкриватися вздовж трас — першим закладом став ресторан на автошляху М03 (Київ — Бориспіль — Харків) у селі Гора Бориспільського району Київської області.
24 лютого 2022 року було призупинено роботу всіх закладів через російське вторгнення в Україну, у червні було оголошено про плани на відновлення роботи. McDonald's в Україні поновив роботу 20 вересня 2022 року. Першими відкрились три заклади у Києві (проспект Миколи Бажана, 3-Б (  «Харківська»), вулиця Михайла Гришка, 7 (  «Позняки»), проспект Леоніда Каденюка, 2-А (Дарниця)). Однак запрацювали вони лише на доставку через додаток Glovo. 30 вересня McDonald's у Києві відновив свою роботу не лише на доставку, але й всередині ресторанів.
2023 року в центральному сквері Кропивницького було побудовано ресторан швидкого харчування «McDonald's», на який відведено третину території скверу. Це одноповерхова будівля на 200 відвідувачів, з них 100 можуть розміститись в залі і ще 100 — на терасі.
21 липня 2023 року мережа «McDonald's» відкрила перший заклад на 127-му км автошляху М06 (Київ — Чоп) у Житомирській області. Новий McDonald's став одним із найбільших в Україні: його площа становить понад 500 м², розрахований на 133 місць в залі та 116 - на терасі. Біля ресторану розташована парковка для автобусів.
29 червня 2024 року було відкрито заклад в м. Чернівцях, на перетині вулиці Героїв Майдану та проспекту Незалежності. Це перший заклад мережі у місті, він став двоповерховим, його площа складає більше 600 квадратних метрів.
Станом на листопад 2024 року, кількість відвідувачів у McDonald's в Україні залишається на 15-20 % меншою, ніж 2021 року, повідомила генеральна директорка McDonald's в Україні, Чехії та Словаччині Юлія Бадрітдінова в інтерв'ю Forbes Ukraine. На відвідуваність і грошові результати McDonald's в Україні впливає скорочення клієнтської бази у зв'язку з виїздом біженців із країни під час війни. Крім того, через повітряні тривоги ресторани працюють менше часу і не можуть обслуговувати клієнтів іноді по п'ять-шість годин на день. Виручка McDonald's в Україні зросла до 7,8 млрд грн за І півріччя 2024 року, що на 44 % більше, ніж у І  півріччі 2023 року, прибуток становив 874,8 млн грн - на 82 % більше.
Наприкінці лютого 2025 року, згідно пресрелізу компанії, у 2025 році McDonald's планує відкрити 9 нових закладів і продовжуватиме модернізацію тих, що були збудовані раніше. З урахуванням безпекової ситуації пріоритетними для зростання залишаються центральні та західні області країни. Нині мережа налічує 109 працюючих ресторанів у 36 населених пунктах. Загалом McDonald's має потенціал до 500 ресторанів на українському ринку. 
У квітні 2025 року розпочалось будівництво другого закладу в Чернівцях. Роком раніше мережа відкрила перший свій заклад в цьому місті. Розташовуватиметься другий ресторан у спальному районі міста поруч із виїздом з місту у напрямку Києва.

## Особливості меню
Меню в українських закладах мережі мало відрізняється від меню в інших країнах світу.[джерело?] Втім, деякі страви є наявними тільки в Україні: наприклад, в певні роки в закладах мережі проводився сезон української кухні, в меню була представлена серія українських бургерів та український соус.

## Список закладів

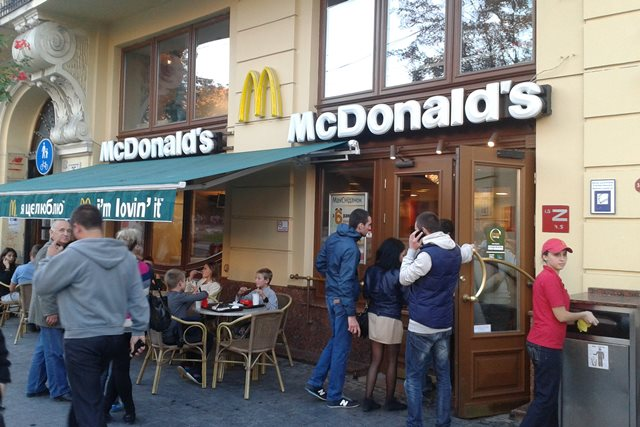
Львівський ресторан на проспекті Свободи (2012)

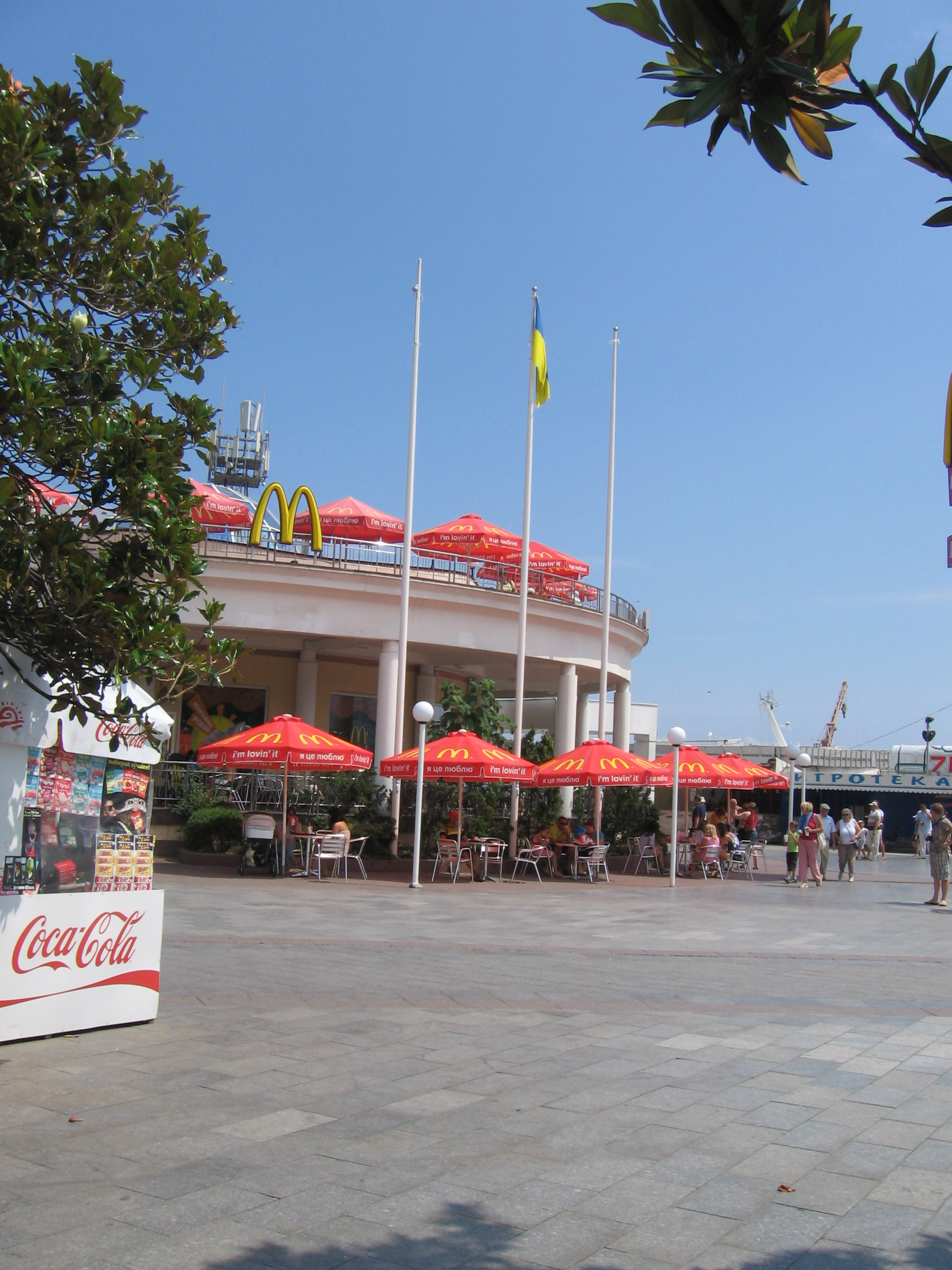
Ресторан McDonald's в Ялті, АР Крим

Станом на 2024 рік, 123 ресторанів діяли в 24 містах і п'ятьох селах України. 
На середину 2024 року можливі потенційні міста для відкриття «МакДональдз», де не представлено мережу: Умань, Стрий, Дрогобич, Коломия, Звягель, Коростень, Сарни, Калуш, Дубно, Бердичів, Решетилівка.[джерело?] Тривають переговори аби у Львівській області були заклади.
Зі слів директора із розвитку McDonald's в Україні є три основні напрямки розвитку мережі це: відкриття McDonald’s в містах-мільйонниках, другий – в обласних центрах, третій напрям заклади на трасах. За останнім напрямом розглядаються міста з населенням близько 20 тис. (може бути більше чи менше), які розташовані біля траси з насиченим трафіком, або ж траса частково проходить через цей населений пункт. Такі заклади мають змогу відвідувати і містяни, і подорожні. Передусім мережу цікавлять центральна й західна частини України.
| №  | Регіон                    | Кількість | Населений пункт       | Кількість | Дата відкриття першого закладу |
| -- | ------------------------- | --------- | --------------------- | --------- | ------------------------------ |
| 1  | м. Київ                   | 48        | Київ                  | 48        | 1997, 24 травня                |
| 2  | Київська область          | 12        | Бориспіль             | 1         | 2014, 23 квітня                |
| 2  | Київська область          | 12        | Софіївська Борщагівка | 1         | 2018, 3 жовтня                 |
| 2  | Київська область          | 12        | Бровари               | 2         | 2019, 6 листопада              |
| 2  | Київська область          | 12        | Буча                  | 1         | 2020, 23 грудня                |
| 2  | Київська область          | 12        | Біла Церква           | 1         | 2021, 3 грудня                 |
| 2  | Київська область          | 12        | Гора                  | 1         | 2021, 8 жовтня                 |
| 2  | Київська область          | 12        | Лісники               | 1         | 2022, 7 листопада              |
| 2  | Київська область          | 12        | Крюківщина            | 1         | 2023, 29 червня                |
| 2  | Київська область          | 12        | Вишгород              | 1         | 2023, 20 вересня               |
| 2  | Київська область          | 12        | Стоянка               | 1         | 2023, 28 грудня                |
| 2  | Київська область          | 12        | Боярка                | 1         | 2024, 2 листопада              |
| 3  | Дніпропетровська область  | 10        | Дніпро                | 9         | 1997                           |
| 3  | Дніпропетровська область  | 10        | Кривий Ріг            | 1         | 1999                           |
| 4  | Одеська область           | 10        | Одеса                 | 9         | 1998, 25 жовтня                |
| 4  | Одеська область           | 10        | Фонтанка              | 1         | 2019, 25 грудня                |
| 5  | Львівська область         | 10        | Львів                 | 9         | 1999, грудень                  |
| 5  | Львівська область         | 10        | Сокільники            | 1         | 2019, 7 вересня                |
| 6  | Вінницька область         | 4         | Вінниця               | 4         | 2000                           |
| 7  | Черкаська область         | 2         | Черкаси               | 2         | 1998                           |
| 8  | Полтавська область        | 2         | Полтава               | 1         | 2008, 30 серпня                |
| 8  | Полтавська область        | 2         | Кременчук             | 1         | 2007, 29 грудня                |
| 9  | Житомирська область       | 2         | Житомир               | 1         | 2008, 22 вересня               |
| 9  | Житомирська область       | 2         | Глибочиця             | 1         | 2023, 21 липня                 |
| 10 | Івано-Франківська область | 2         | Івано-Франківськ      | 1         | 2021, 17 квітня                |
| 10 | Івано-Франківська область | 2         | Яремче                | 1         | 2023, 17 листопада             |
| 11 | Кіровоградська область    | 2         | Олександрія           | 1         | 2023, 13 листопада             |
| 11 | Кіровоградська область    | 2         | Кропивницький         | 1         | 2023, 27 листопада             |
| 12 | Волинська область         | 2         | Луцьк                 | 1         | 2021, 11 вересня               |
| 12 | Волинська область         | 2         | Ковель                | 1         | 2024, 11 грудня                |
| 13 | Закарпатська область      | 2         | Ужгород               | 1         | 2025, 12 квітня                |
| 13 | Закарпатська область      | 2         | Мукачево              | 1         | 2025, 7 травня                 |
| 14 | Чернігівська область      | 1         | Чернігів              | 1         | 1998, 19 грудня                |
| 15 | Рівненська область        | 1         | Рівне                 | 1         | 2012, 12 липня                 |
| 16 | Тернопільська область     | 1         | Тернопіль             | 1         | 2018, 23 жовтня                |
| 17 | Хмельницька область       | 1         | Хмельницький          | 1         | 2021, 26 серпня                |
| 18 | Чернівецька область       | 1         | Чернівці              | 1         | 2024, 29 червня                |

| № | Регіон                    | Кількість | Місто       | Кількість | Дата відкриття    |
| - | ------------------------- | --------- | ----------- | --------- | ----------------- |
| 1 | Донецька область          | 4         | Донецьк     | 3         | 4 грудня 1999     |
| 1 | Донецька область          | 4         | Маріуполь   | 1         | 27 грудня 2010    |
| 2 | Автономна Республіка Крим | 2         | Сімферополь | 1         | 2 січня 2000      |
| 2 | Автономна Республіка Крим | 2         | Ялта        | 1         | 1 травня 2001     |
| 3 | Луганська область         | 1         | Луганськ    | 1         | 30 жовтня 2009    |
| 4 | м. Севастополь            | 1         | Севастополь | 1         | 22 листопада 2001 |
| 5 | Харківська область        | 11        | Харків      | 11        | 1997              |
| 6 | Запорізька область        | 3         | Запоріжжя   | 3         | 1999, 4 грудня    |
| 7 | Сумська область           | 1         | Суми        | 1         | 1999              |
| 8 | Миколаївська область      | 1         | Миколаїв    | 1         | 1999              |
| 9 | Херсонська область        | 1         | Херсон      | 1         | 2013, 23 грудня   |

| № | Регіон                   | Кількість | Населений пункт       | Кількість | Дата відкриття                                                                         |
| - | ------------------------ | --------- | --------------------- | --------- | -------------------------------------------------------------------------------------- |
| 1 | Чернівецька область      | 2         | Чернівці              | 2         | 2025 осінь/зима (один на території ТРЦ Bukovyna Mall, інший вул. Руська)               |
| 2 | Дніпропетровська область | 1         | Кам'янське            | 1         | Обрана земельна ділянка, початок будівництва невідомий через повномасштабне вторгнення |
| 3 | Львівська область        | 1         | Львів                 | 1         | 2025 (поруч із проєктованим ТЦ в районі Рясне-1)                                       |
| 4 | Волинська область        | 1         | Липини                | 1         | Розташований у селі поряд із Луцьком                                                   |
| 5 | Хмельницька область      | 1         | Кам'янець-Подільський | 1         | Має бути розташований поряд з ТРЦ Kanyon                                               |
| 6 | Рівненська область       | 1         | Рівне                 | 1         | На стоянці ТЦ Чайка                                                                    |
| 7 | Київська область         | 4         | Ірпінь                | 1         | Неподалік залізничного вокзалу, 2025                                                   |
| 7 | Київська область         | 4         | Гатне                 | 1         | 2025                                                                                   |
| 7 | Київська область         | 4         | Чабани                | 1         | 2025                                                                                   |
| 7 | Київська область         | 4         | Біла Церква           | 1         | 2025-2026 (трц Гермес)[джерело?]                                                       |

## Індекс БігМаку в Україні
Індекс БігМаку — неофіційний спосіб визначення економіки за паритетом купівельної спроможності.
| Дата    | Ціна БігМака в Україні у ₴ | Зміна ціни ₴ у відсотках від попередньої | Ціна БігМака в Україні у $ | Кількість БігМаків на середньомісячну зарплату в Україні |
| ------- | -------------------------- | ---------------------------------------- | -------------------------- | -------------------------------------------------------- |
| 05.2004 | 7.25▲                      | ▬                                        | 1.36▲                      | 69▲                                                      |
| 06.2005 | 7.25▬                      | ▬                                        | 1.43▲                      | 107▲                                                     |
| 05.2006 | 8.50▲                      | +17%▲                                    | 1.68▲                      | 106▼                                                     |
| 01.2007 | 9.00▲                      | +6%▲                                     | 1.78▲                      | 112▲                                                     |
| 06.2007 | 9.25▲                      | +3%▲                                     | 1.84▲                      | 138▲                                                     |
| 06.2008 | 11.00▲                     | +18%▲                                    | 2.39▲                      | 157▲                                                     |
| 07.2009 | 14.00▲                     | +27%▲                                    | 1.83▼                      | 120▼                                                     |
| 01.2010 | 14.00▬                     | ▬                                        | 1.83▬                      | 137▲                                                     |
| 06.2010 | 14.50▲                     | +4%▲                                     | 1.84▲                      | 164▲                                                     |
| 06.2011 | 16.50▲                     | +14%▲                                    | 2.06▲                      | 164▬                                                     |
| 01.2012 | 17.00▲                     | +3%▲                                     | 2.11▲                      | 160▼                                                     |
| 06.2012 | 15.00▼                     | -12%▼                                    | 1.86▼                      | 207▲                                                     |
| 01.2013 | 19.00▲                     | +27%▲                                    | 2.33▲                      | 158▼                                                     |
| 06.2013 | 19.00▬                     | ▬                                        | 2.33▬                      | 178▲                                                     |
| 01.2014 | 19.00▬                     | ▬                                        | 2.27▼                      | 166▼                                                     |
| 06.2014 | 19.00▬                     | ▬                                        | 1.63▼                      | 190▲                                                     |
| 01.2015 | 19.00▬                     | ▬                                        | 1.20▼                      | 182▼                                                     |
| 06.2015 | 34.00▲                     | +79%▲                                    | 1.55▲                      | 126▼                                                     |
| 01.2016 | 36.00▲                     | +6%▲                                     | 1.54▼                      | 121▼                                                     |
| 06.2016 | 39.00▲                     | +8%▲                                     | 1.57▲                      | 137▲                                                     |
| 01.2017 | 42.00▲                     | +8%▲                                     | 1.54▼                      | 143▲                                                     |
| 06.2017 | 44.00▲                     | +5%▲                                     | 1.70▲                      | 167▲                                                     |
| 01.2018 | 47.00▲                     | +7%▲                                     | 1.64▼                      | 146▼                                                     |
| 06.2018 | 50.00▲                     | +6%▲                                     | 1.91▲                      | 175▲                                                     |
| 06.2019 | 57.00▲                     | +14%▲                                    | 2.20▲                      | 190▲                                                     |
| 05.2020 | 59.00▲                     | +4%▲                                     | 2.18▼                      | 194▲                                                     |
| 02.2021 | 62.00▲                     | +5%▲                                     | 2.22▲                      | 202▲                                                     |
| 06.2021 | 62.00▬                     | ▬                                        | 2.26▲                      | 217▲                                                     |
| 10.2021 | 67.00▲                     | +8%▲                                     | 2.52▲                      | 208▼                                                     |
| 11.2022 | 92.00▲                     | +37%▲                                    | 2.30▼                      | 145▼                                                     |
| 04.2023 | 115.00▲                    | +25%▲                                    | 2.95▲                      | 117▼                                                     |
| 10.2023 | 110.00▼                    | -5%▼                                     | 2.90▼                      | 135▲                                                     |
| 10.2024 | 119.00▲                    | +8%▲                                     | 2.88▼                      | 145▲                                                     |
| 03.2025 | 125▲                       | +5%▲                                     | 3.03▲                      | 198▲                                                     |

## Нагороди та премії
- Найкращий роботодавець року (2004, 2005)
- Вибір року (2007)